# Flakhaven
Flakhaven er navnet på den plads i det centrale Odense, hvorpå Odense Rådhus ligger. Pladsen grænser op til en af byens længere gågader, Vestergade og danner rammen om mange arrangementer lige fra byens årlige blomsterfestival over demonstrationer til koncerter.
Pladsen kan dateres tilbage til 1200-tallet, men nævnes første gang i skriftlige kilder i 1496, hvor den fungerede som en af byens torvepladser. Efterhånden blev den tilmed en af landets største; her handlede man blandt andet med tømmer, lerkar, træsko og kurve. Man mener, at Knud den Helliges kongsgård var beliggende tæt ved Flakhaven, ligesom byens tingsted lå her. Historiske kilder viser, at rådhuset siden 1480 har ligget på hjørnet af Vestergade og Flakhaven.
Flakhaven har flere gange dannet rammen om historiske begivenheder i Odense. Det var her, H.C. Andersen den 6. december 1867 blev udnævnt til æresborger. Under besættelsen fungerede pladsen som samlingspunkt under augustoprøret, ligesom odenseanerne stimlede sammen på Flakhaven ved Danmarks befrielse den 5. maj 1945.
Forud for Odenses 1000 års-jubilæum blev pladsen omlagt i 1987, så den fik form af en svagt fordybet musling, efter inspiration fra rådhuspladsen i Siena, Italien, som har fungeret som inspiration for Københavns Rådhusplads.